# Leontief-paradox
In de internationale economie houdt de Leontief-paradox in dat het land met 's werelds grootste hoeveelheid kapitaal per werknemer een lagere kapitaal/arbeidsratio in de uitvoer heeft dan in de invoer.
Deze econometrische vondst was een resultaat van professor Wassily Leontiefs poging om het Heckscher-Ohlin-theorema empirisch te toetsen. In 1953 vond Leontief dat de Verenigde Staten (toen het land in de wereld dat relatief het rijkst was aan kapitaal) arbeids-intensieve goederen exporteerde en kapitaal-intensieve goederen importeerde. Dit resultaat is in tegenspraak met de voorspelling van Heckscher-Ohlin-theorie. Aanvankelijk werd de discrepantie tussen theorie en empirie verklaard uit het feit dat Leontief Amerikaanse cijfers uit het jaar 1947 gebruikte, die vertekend konden zijn door de afbouw van de oorlogsindustrie na de Tweede Wereldoorlog. Leontiefs herhaling van de meting met cijfers uit 1951 leverde echter hetzelfde resultaat op. 